# Supercoppa degli Emirati Arabi Uniti 2012
La UAE Super Cup 2012 si è disputata il 17 settembre 2012 al Zabeel Stadium di Dubai. La sfida ha visto contrapposte l'Al-Ain FC, vincitore della UAE Football League 2011-2012, e l'Al-Jazira Club, vincitrice della Coppa del Presidente degli Emirati Arabi Uniti 2011-2012.
La coppa è stata vinta dal Al-Ain FC per 5-4 dopo i calci dirigore.

## Tabellino
| Arbitro: | Ali Hamad Madhad Saif Al Badwawi |

|  |                      |  |
|  | Tiri di rigore 5 – 4 |  |